# 里奥戈尔多
里奥戈尔多，是西班牙安达卢西亚自治区马拉加省的一个市镇。 总面积40平方公里，总人口2650人（2001年），人口密度66人/平方公里。